# 4,4'-Diaminodiphénylméthane
Le 4,4'-diaminodiphénylméthane est une amine aromatique de formule brute C13H14N2 considérée comme dangereuse pour la santé et retirée progressivement du marché européen à partir du 17 février 2011.

## Production et synthèse
Le 4,4'-diaminodiphénylméthane est obtenu via une réaction de condensation du formaldéhyde avec l'aniline en présence d'acide chlorhydrique.
{\displaystyle \mathrm {2\ C_{6}H_{5}NH_{2}+CH_{2}O\longrightarrow NH_{2}C_{6}H_{4}-CH_{2}-C_{6}H_{4}NH_{2}} }